# Сима Лозанић
Сима Лозанић (Београд, 8. март 1847 — Београд, 7. јул 1935) био је српски хемичар, универзитетски професор, политичар, дипломата и академик. Лозанић је био председник Српске краљевске академије, први ректор Београдског универзитета, министар иностраних дела, министар привреде и српски краљевски посланик у Лондону. Објавио је преко 200 научник радова и стручних публикација. Увео је више предмета из хемијских наука у високошколску наставу Србије.

## Биографија

### Школовање
Рођен је у Београду 8. марта (24. фебруара по јулијанском календару) 1847, као син Милоја Лозанића, среског начелника и Ане Вељковић. Његов отац Милоје је пре 1854. године променио презиме из Марковић на Лозанић, по месту порекла, Лозан код Сврљига.
Завршио је правне науке у Београду, студирао хемију код Вислицениуса у Цириху и Хофмана у Берлину. Докторирао је на универзитету у Цириху 19. марта 1870. Био је професор Велике школе од 1872, а затим Филозофског факултета Универзитета у Београду до 1924. Када је основан Београдски универзитет 1905. био је међу првих осам редовних професора који су бирали цео остали наставни кадар. Сима Лозанић је тада изабран за првог ректора Београдског универзитета.

Наше некидашње веровање да ће се српство ујединити не букваром, већ оружјем, било је кобно за по нашу народну мисао. Ја верујем обрнуто - да ће просвета бити главни чинилац у решењу тог битног нашег питања и да би оно било већ решено да смо просвету боље неговали. Верујем, стога што је просвета сила која постиже све смерове. Да нам је просвета била напреднија, све би у животу нашег народа било савршеније, па и успешније.

— Лозанић приликом свечаног отварања Универзитета у Београду 1905.

### Предавач
Одржавао наставу из хемије на нивоу већине европских универзитета, организовао добро опремљену лабораторију и библиотеку, дао прве универзитетске уџбенике из хемије. Написао је више уџбеника из разних области хемије: неорганске, органске, аналитичке хемије, као и из хемијске технологије. Његови уџбеници су били на европском нивоу, а у извесним областима су и предњачили. Тако на пример, Лозанићев уџбеник из неорганске хемије је био први европски универзитетски уџбеник у коме се помиње Мендељејевљев периодни систем елемената и један од првих који садржи поглавље из термохемије. Његови уџбеници из органске хемије такође спадају у прве књиге у којима су једињења представљена структурним формулама а класификација извршена према структурним групама. Бавио се научним и стручним радом из скоро свих области хемије; трајне вредности су радови из електросинтезе, у којима је испитивао реакције CO и CO2 са другим супстанцама под дејством тихог електричног пражњења. Објавио је преко 200 научних радова из примењене и експерименталне хемије.
Извршио је прву анализу термалне воде Гамзиградске бање 1889. године.
Последње предавање је одржао 13. маја 1924. - после педесет година рада је морао отићи у пензију, по новом закону о чиновницима.

### Академик
Постао је члан Српског ученог друштва 30. јануара 1873. Дописни члан Српске краљевске академије постао је 23. јануар 1888, а редовни члан од 6. јануара 1890. Био је у два наврата председник Српске краљевске академије 1899-1900 и 1903-1906. Први пут је постављен указом од 1. септембра 1899, а други пут 1. фебруара 1903. Председник Српског хемијског друштва био је у периоду 1907-1912.
Лозанић је био дописни члан Чешке академије наука и уметности, Румунске академије наука и ЈАЗУ.

### Министар
Био је министар привреде (у периодима 12. јануар - 21. март 1894, 15. октобар 1894—25. јун 1895. и 11. октобар 1897—30. јун 1899), министар иностраних дела (у периодима 21. март - 15. октобар 1894. и 23. децембар 1902—23. март 1903), дипломата и учесник свих тадашњих ратова. Лозанић је дао пун допринос унапређењу привреде, индустрије, политике, културе и науке у Србији. Био је посланик српске владе у Лондону од 1900. Био је председник Српског комитета за помоћ избеглицама од 1916. и на челу мисије у САД за помоћ и подршку Србији од 1917.

## Наслеђе
Проглашен је за првог почасног доктора Београдског универзитета.
Одликован је Орденом Св. Саве III и I реда, Таковским крстом V реда, Орденом Милоша Великог III реда, Сребрном медаљом за храброст, Борачком споменицом, турским Османлија I реда, грчким Спаситељ I реда, холандским Оранж-Насау I реда и Румунском круном I реда.
Његов легат се налази у Збирци великана српске хемије.
У његову част одржана је изложба под називом „Сима Лозанић у Српској науци и култури“ у организацији САНУ у периоду јануар-март 1993, изложба је била у Галерији САНУ у кнез-Михаиловој улици у Београду. Његов живот и дело нарочито је проучавала хемичарка Снежана Бојовић која је написала књигу „Сима Лозанић“, у издању издавачког предузећа „Принцип“ 1996. на 262 стране.
У Београду, на Дедињу, једна од улица које се секу са улицом Незнаног јунака названа је по Сими Лозанићу.
Српска академија наука и уметности је 2023. годину прогласила годином Симе Лозанића. У оквиру тога одржан је научни скуп 10-11. маја 2023. године у САНУ.

## Приватни живот
Био је ожењен Станком Пачић, праунуком Господара Томе Вучића-Перишића.
Његов син Миливоје С. Лозанић био је такође хемичар и наследио га је на универзитету као професор хемијских предмета. Његова ћерка Ана Лозанић (касније удата за министра др Војислава Маринковића) је била позната српска сликарка између два светска рата. Његова ћерка била је и Јелена Лозанић.